# 拉什基夫 (科洛梅亞區)
48°43′43″N 25°25′16″E / 48.72861°N 25.42111°E
拉什基夫（烏克蘭語：Рашків），是烏克蘭的村落，位於該國西部伊萬諾-弗蘭科夫斯克州，由科洛梅亚区負責管轄，始建於1695年，面積10.8平方公里，2001年人口1,006，人口密度每平方公里93.4人。